# Шульц, Иоганн (математик)
Иоганн Фридрих Шульц (11 июня 1739, Мюльхаузен (ныне Гвардейское) — 27 июня 1805, Кёнигсберг) — германский математик, философ
 и лютеранский богослов, научный и духовный писатель
, педагог.

## Биография
После окончания Collegium Fridericianum 24 сентября 1756 года поступил в Кёнигсбергский университет, где изучал богословские и философские науки, а также заинтересовался математикой. После завершения обучения некоторое время работал домашним учителем, с 1766 года был пастором в Старкенберге, в 1769 году получил приход в Лёвенхагене.
В 1775 году стал дьяконом Альт-Россгартенской кирхи в Кёнигсберге, 6 июля того же года получил степень магистра философии и 2 августа габилитировался.
С конца 1775 года был ординарным профессором математики в Кёнигсбергском университете, с 1776 года параллельно служил проповедником в Замковой церкви.
11 августа 1786 года был назначен ординарным профессором математики в Кёнигсбергском университете, вступив в должность 15 января 1787 года. Читал лекции по алгебре, геометрии, тригонометрии, акустике, механике, оптике, астрономии.
В летнем семестре 1802 года был ректором университета, также принимал участие в различной организаторской работе, связанной с учебным процессом.
Был активным сторонником философских взглядов Иммануила Канта. Одним из его учеников, в частности, был Иоганн Фихте. 
Его труд: 
- «Erläuterungen über des Herrn Professor Kant Kritik der reinen Vernunft» (1784) способствовал перемене взглядов в пользу критицизма.

Наиболее известные математические работы: 
- «Theorie der Parallelen» (1784);
- «Theorie des Unendlichen» (1788);
- «Anfangsgrunde der reinen Mechanik» (1804).